# Kanton Peyriac-Minervois
Der Kanton Peyriac-Minervois war bis 2015 ein französischer Wahlkreis im Département Aude in der Region Languedoc-Roussillon. Er umfasste 16 Gemeinden im Arrondissement Carcassonne; sein Hauptort (frz.: chef-lieu) war Peyriac-Minervois. Die landesweiten Änderungen in der Zusammensetzung der Kantone brachten im März 2015 seine Auflösung.
Der Kanton war 277,57 km2 groß und hatte 13.120 Einwohner (Stand 2012).

## Gemeinden
| Gemeinde             | Einwohner (Stand: 2022) | Code postal | Code Insee |
| -------------------- | ----------------------- | ----------- | ---------- |
| Aigues-Vives         | 536                     | 11800       | 11001      |
| Azille               | 1125                    | 11700       | 11022      |
| Cabrespine           | 179                     | 11160       | 11056      |
| Castans              | 127                     | 11160       | 11075      |
| Caunes-Minervois     | 1571                    | 11160       | 11081      |
| Citou                | 99                      | 11160       | 11092      |
| La Redorte           | 1275                    | 11700       | 11190      |
| Laure-Minervois      | 1030                    | 11800       | 11198      |
| Lespinassière        | 136                     | 11160       | 11200      |
| Pépieux              | 1105                    | 11700       | 11280      |
| Peyriac-Minervois    | 1142                    | 11160       | 11286      |
| Puichéric            | 1194                    | 11700       | 11301      |
| Rieux-Minervois      | 1966                    | 11160       | 11315      |
| Saint-Frichoux       | 225                     | 11800       | 11342      |
| Trausse              | 609                     | 11160       | 11396      |
| Villeneuve-Minervois | 980                     | 11160       | 11433      |

## Bevölkerungsentwicklung
| 1962   | 1968   | 1975   | 1982   | 1990   | 1999   | 2006   | 2012   |
| ------ | ------ | ------ | ------ | ------ | ------ | ------ | ------ |
| 12.374 | 13.197 | 12.332 | 12.289 | 12.164 | 12.140 | 12.386 | 13.120 |